# David Jenkins Ward
David Jenkins Ward (ur. 17 września 1871 w Salisbury, Maryland, zm. 18 lutego 1961 w Salisbury, Maryland) – amerykański polityk związany z Partią Demokratyczną. W latach 1939–1945 był przedstawicielem pierwszego okręgu wyborczego w stanie Maryland w Izbie Reprezentantów Stanów Zjednoczonych.

## Życiorys
David Ward uczęszczał do szkoły publicznej. W swoim życiu imał się różnych zajęć. Był farmerem, drwalem oraz zajmowałem się nieruchomościami.